# 凱烏魯山
凱烏魯山是肯尼亞的山脈，位於該國東南部，全長100公里，最高點海拔高度2,188米，該地區的火山活動始於1,400萬年前，最近兩次火山噴發在十九世紀中期發生。

## 外部連結
- Kenya Wildlife Service - Chyulu Hills National Park
- Global Volcanism Project - Chyulu Hills（页面存档备份，存于）